# Oliver Anthony
Oliver Anthony o Oliver Anthony Music (come accreditato nelle canzoni), pseudonimo di Christopher Anthony Lunsford (Farmville, Virginia, 30 giugno 1992), è un cantautore statunitense.
Ha ottenuto ampio successo nell'agosto 2023 quando ha pubblicato, in maniera del tutto indipendente, il brano Rich Men North of Richmond. La canzone ha debuttato alla prima posizione della Billboard Hot 100, rendendo Anthony il primo artista della storia a debuttare in vetta alla Hot 100 senza alcun brano che abbia precedentemente fatto comparsa nella classifica nonché uno dei pochi a conquistare la prima posizione senza avere una casa discografica alle spalle.

## Carriera
Cantante del genere country folk, Lunsford ha adottato il nome di suo nonno, Oliver Anthony, come nome d'arte in omaggio al periodo della Grande depressione in cui ha vissuto.
Anthony ha iniziato a scrivere musica nel 2021 e dal 2022 ha pubblicato musica con il nome di Oliver Anthony Music. Winston Marshall ha paragonato le esibizioni della canzone Doggonit di Anthony — una canzone che contrappone il consumo delle proteine derivanti dagli insetti e le auto a guida autonoma con la dimora rurale del cantante — a quelle di un personaggio di Hillbilly Elegy. La sua musica risente delle influenze di Hank Williams.
L'autore ha dichiarato che ha "iniziato a ricevere messaggi dalle persone che gli dicevano quanto la musica li avesse aiutati con i loro problemi della vita" e che ciò gli ha fornito un obiettivo di vita importante: "mi ha fatto sentire come se non stessi più sprecando tempo".  Anthony ha sofferto di problemi mentali e di abusi legati all'alcol per 5 anni e, secondo l'utente Twitter Jason Howerton che lo aveva intervistato, nel luglio 2023 Anthony ha promesso a Dio che sarebbe diventato totalmente sobrio se egli lo avesse aiutato a esaudire i suoi sogni. Circa 30 giorni dopo, il canale musicale della Virginia Occidentale radiowv ha chiesto all'autore di registrare una canzone per il loro canale YouTube realizzando, di conseguenza, il brano Rich Men North of Richmond.
Il 13 agosto 2023 Anthony si è esibito in uno spettacolo gratuito ad un mercato agricolo di Barco, nella Carolina del Nord, durante il quale Anthony ha letto dei versi dal Salmo 37 sui malfattori. A lui si è unito a sorpresa l'ospite Jamey Johnson. Lo stesso mese, altre sei canzoni di Anthony hanno fatto ingresso nella Top 20 di iTunes, e altre cinque nella Top 10, inclusa I've Got to Get Sober che raggiunse la terza posizione nella piattaforma della Apple.
Aint Gotta Dollar, una canzone circa l'autosufficienza senza la necessità di spendere soldi, che è stata anche considerata la quarta miglior canzone di Anthony da Taste of Country, ha raggiunto la numero 1 sulla Viral 50 di Spotify e la numero 2 su iTunes. Anthony ha anche dichiarato che alcuni membri del pubblico lo avevano contattato per dirgli che la canzone li aveva colpiti in modo importante.
Su un post di Facebook del 17 agosto, Anthony ha descritto quella che secondo lui fosse la ragione per la sua popolarità: "Ho scritto la musica che ho scritto perché stavo soffrendo di problemi psicologici e di depressione. Queste canzoni mi hanno connesso con milioni di persone a un livello così profondo perché sono cantate da una persona che prova emozioni per le parole dal primissimo momento in cui queste sono state pensate e cantate. Nessuna modifica, nessun agente, nessuna cazzata. Solo un idiota con la sua chitarra."
Il secondo concerto pubblico di Anthony, tenutosi a Moyock, nella Carolina del Nord, si è aperto con ciò che Billboard ha descritto come "uno stile unico", con il cantautore che ha letto un passaggio della Bibbia.

### Rich Men North of Richmond
L'8 agosto 2023, su YouTube, è stato caricato il video della performance di Rich Men North of Richmond, il quale è diventato immediatamente virale. Billboard l'ha descritta come un affronto a "politici, tasse, welfare e altri problemi dal punto di vista di un lavoratore in grandi difficoltà", e altre fonti l'hanno descritta come anti-sistema, conservatrice o cospirativa. La canzone è stata pubblicizzata da personalità pubbliche come il cantautore John Rich, il podcaster Joe Rogan e i commentatori politici Jack Posobiec e Matt Walsh. In pochi giorni la canzone ha raggiunto la numero uno della classifica statunitense di iTunes, così come su Spotify USA e su Apple Music USA. Jason Miyares, il procuratore generale della Virginia ha definito l'esibizione di Anthony come "un talento surreale della Virginia". NBC News, il 14 agosto 2023, ha riferito che il video originale dell'esibizione ha ottenuto 9 milioni di visualizzazioni in appena cinque giorni, notando un commento che ha ottenuto più di 11.000 "mi piace": "Ed è come se adesso fossi diventato la voce di 40 o 50 milioni di lavoratori".

### Risultati successivi
Tutte le canzoni pubblicate da Anthony prima di Rich Men North of Richmond sono state registrate sullo smartphone del cantautore. Pochi giorni dopo la pubblicazione della canzone, John Rich si è offerto pubblicamente di produrre il primo album di Anthony. Il 16 agosto 2023, Billboard ha parlato di una industria musicale frenetica per la firma del cantautore, riferendo che un capo di una casa discografica ha dichiarato loro: "Non credo di aver mai visto nulla di simile prima". Lo stesso Anthony ha scritto sul suo Facebook: "Tutti quelli del settore stanno correndo da me per farmi firmare qualcosa, ma noi vogliamo solo che le cose siano tranquille adesso". Ha anche scritto che: "Stiamo lavorando a tutta una serie di spettacoli, con lo spazio per un pubblico più grande". Il 17 agosto, Anthony ha scritto che "le persone dell'industria musicale mi guardano basito quando rifiuto offerte da 8 milioni di dollari. Non voglio 6 bus turistici, 15 rimorchi per trattori e un jet. Non voglio suonare negli stadi, non voglio stare sotto i riflettori".
Draven Riffe di radiowv ha dichiarato in una intervista a Billboard, pubblicata il 19 agosto, di essere il co-manager di Anthony insieme a Brian Prentice. Ha detto che altre cinque canzoni acustiche sono state registrate presso la fattoria di Anthony durante la stessa sessione di Rich Men North of Richmond e che saranno pubblicate a breve. Ha aggiunto, inoltre, che si sono anche richieste per dei concerti fino alla fine del 2023.
Il 22 agosto Anthony ha pubblicato, attraverso YouTube, il video musicale del brano I Want to Go Home.  Le visualizzazione hanno superato il milione in 24 ore. Il 2 settembre è stato pubblicato il video del brano 90 Some Chevy, una canzone inizialmente pubblicata ad aprile che paragona alcuni aspetti dell'amore romantico a un vecchio veicolo. L'autore ha pubblicato anche una versione live del brano.

## Record
Oltre a essere stato il primo cantautore a debuttare in vetta alla Billboard Hot 100 senza nessuna storia pregressa nella classifica, Anthony è il primo cantautore uomo ad avere 13 canzoni simultaneamente nella top 50 Digital Song Sales
Gli esperti del settore musicale hanno notato che questi risultati sono stati ottenuti praticamente senza alcun passaggio in radio; ciò nonostante,quando le stazioni country come WGH-FM in Virginia e KBAY in California hanno iniziato a inviare Anthony nelle radio, l'autore ha debuttato qualche giorno dopo alla numero 45 della Country Airplay.

## Abilità artistiche
Anthony suona la chitarra resofonica, con una voce "roca e distinta". Don Cusic, noto critico musicale, ha descritto lo stile di Anthony come teso e sincero.

## Vita privata
Mentre molte fonti hanno definito Anthony come appalachiano, l'autore stesso ha dichiarato di essere nato e cresciuto nella zonda di Piedmont, sottolineando che Farmville, Virginia, non è in Appalachia. All'agosto 2023, Anthony viveva con sua moglie e i suoi due figli in un camper, senza corrente elettrica diretta, dove intende anche allevare del bestiame.
Anthony ha lasciato il liceo nel 2010 all'età di 17 anni per poi ottenere in seguito un diploma GED; ha lavorato in fabbriche della Carolina del Nord e della Virginia. Ha avuto un incidente sul lavoro nel 2013, che gli ha causato la frattura del cranio e gli ha impedito di lavorare per sei mesi. Ha lavorato nelle vendite esterne nel settore manifatturiero, girando fabbriche e vari lavori dal 2014 al 2023, come dichiarato dallo stesso su Facebook.
In un video dell'agosto 2023, Anthony ha dichiarato di essere apartitico.  Lo stesso mese, Anthony ha dichiarato di essere stato disturbato da persone che "inseriscono la politica" nel suo lavoro.
Anthony è religioso e, oltre che nelle interviste, discute della sua cristianità anche nei suoi brani e nei suoi concerti, durante i quali è solito leggere alcuni passi della Bibbia.

## Discografia

### Singoli
| Anno                                                                                          | Titolo                                | Classifiche | Classifiche | Classifiche | Classifiche | Classifiche | Classifiche | Classifiche | Classifiche | Album di provenienza |
| Anno                                                                                          | Titolo                                | USA         | USA Country | AUS         | CAN         | IRE         | NZL         | SWE         | UK          | Album di provenienza |
| --------------------------------------------------------------------------------------------- | ------------------------------------- | ----------- | ----------- | ----------- | ----------- | ----------- | ----------- | ----------- | ----------- | -------------------- |
| 2022                                                                                          | Ain't Gotta Dollar                    | 82          | 21          | —           | —           | —           | —           | —           | —           | /                    |
| 2022                                                                                          | Rich Man's Gold                       | —           | —           | —           | —           | —           | —           | —           | —           | /                    |
| 2022                                                                                          | Cobwebs and Cocaine                   | —           | —           | —           | —           | —           | —           | —           | —           | /                    |
| 2022                                                                                          | Virginia                              | —           | —           | —           | —           | —           | —           | —           | —           | /                    |
| 2023                                                                                          | Hell on Earth                         | —           | —           | —           | —           | —           | —           | —           | —           | /                    |
| 2023                                                                                          | Between You & Me                      | —           | —           | —           | —           | —           | —           | —           | —           | /                    |
| 2023                                                                                          | Feeling Purdy Good                    | —           | —           | —           | —           | —           | —           | —           | —           | /                    |
| 2023                                                                                          | I Want to Go Home                     | —           | 27          | —           | —           | —           | —           | —           | —           | /                    |
| 2023                                                                                          | Always Love You (Like a Good Ole Dog) | —           | —           | —           | —           | —           | —           | —           | —           | /                    |
| 2023                                                                                          | Doggonit                              | —           | —           | —           | —           | —           | —           | —           | —           | /                    |
| 2023                                                                                          | Stuck Living in the New World         | —           | —           | —           | —           | —           | —           | —           | —           | /                    |
| 2023                                                                                          | Long Gone                             | —           | —           | —           | —           | —           | —           | —           | —           | /                    |
| 2023                                                                                          | VCR Kid                               | —           | —           | —           | —           | —           | —           | —           | —           | /                    |
| 2023                                                                                          | 90 Some Chevy                         | —           | —           | —           | —           | —           | —           | —           | —           | /                    |
| 2023                                                                                          | I've Got to Get Sober                 | —           | 35          | —           | —           | —           | —           | —           | —           | /                    |
| 2023                                                                                          | Rich Men North of Richmond            | 1           | 1           | 13          | 3           | 10          | 14          | 26          | 23          | /                    |
| "—" indica che l'opera non si è classificata o che non è stata pubblicata in quel territorio. |                                       |             |             |             |             |             |             |             |             |                      |

Note:
1. ↑  Indica l'anno di pubblicazione, non di ingresso in classifica. La prima canzone di Oliver Anthony ad aver fatto ingresso nelle classifiche è stata Rich Men North of Richmond, nell'agosto 2023. Le canzoni pubblicate in precedenza hanno fatto ingresso solo successivamente.